# انتخابات الرئاسة الإكوادورية 1948
انتخابات الرئاسة الإكوادورية 1948 هي الانتخابات الرئاسية التي جرت في 6 يونيو 1948، في الإكوادور، لانتخاب رئيس الإكوادور، فاز بالانتخابات جالو بلازا.